# Retablo mayor de la Iglesia de Santiago (Orense)
El retablo mayor de la Iglesia de Santiago es una obra realizada por Maximino Magariños Rodríguez en 1919. Está ubicado en la Iglesia de Santiago de Orense (Galicia, España).

## Historia
El retablo fue encargado al escultor santiagués Maximino Magariños Rodríguez el 24 de enero de 1919. La comisión fue efectuada junto con el altar mayor por el obispo de Orense Eustaquio Ilundain y Esteban con destino a la Iglesia de Santiago, ubicada en el barrio de As Caldas, encargándose a mayores las imágenes de Santiago Peregrino, la Purísima y San José; todas estas piezas fueron facturadas en el taller compostelano de Magariños, trasladado en 1900 de su modesta ubicación en el n.º 17 de la calle Franco a un amplio local sito en el n.º 8 de la Puerta de la Peña. La elaboración del retablo sufrió un contratiempo de gran importancia cuando los trabajadores del taller, influenciados por los obreros del sector de la construcción, empezaron a exigir subidas salariales; el precio acordado por la factura de la pieza era bastante justo y, por tanto, el escultor no podía bajarlo más, motivo por el que no pudo acceder a las demandas de los trabajadores, quienes junto con los aprendices se negaron a volver al taller. Según el propio Magariños:

Hubo un tiempo que vi mi taller muy amenazado porque el comercio buscaba por todos los medios acabar con el taller, hasta el extremo que encargaban obras a artistas que ni dibujaban ni habían esculpido jamás, pero doraban y embadurnaban y sobre todo trabajaban en las tabernas sacándome el personal y tratando con ello de desorganizar el taller. Tuve que recurrir al Sr. Obispo de Orense para indicarle que si lograban estas gentes acabar con mi taller, Galicia quedaría otra vez huérfana en la imaginería. Me hizo llamar el Sr. Obispo de Orense y me encomendó el retablo de Santiago de las Caldas, trabajo que estas gentes vieron con tanto disgusto que consiguieron tener cerca de un año el taller sin dejar de trabajar a los obreros, pero con aprendices me fui arreglando y conseguí reanudar los trabajos.

Esta situación de incertidumbre se prolongaría hasta octubre de ese mismo año, momento en que Magariños envió una carta a Ilundain informándole de que las labores estaban próximas a concluir y de que el retablo, que debía ser recibido por Manuel Amor por encargo del obispo, estaría instalado en el templo para la primavera de 1920: «Con agrado tengo que comunicarle que la obra resulta preciosa, parece que Dios N.S. veló por todo y si su Ilma. deseara cerciorarse por persona perita, bastaría que D. Manuel Amor, que es competentísimo u otro que su Ilma. creyese apto viniese a examinar la obra en su cantidad y perfección». El retablo sería inaugurado finalmente el 28 de noviembre de 1920.
En 1958 la estructura fue modificada y dorada, instalándose el actual sagrario el 3 de enero de ese mismo año, pieza encargada por un precio de 60 000 pesetas junto con seis candelabros a juego al catalán Alfons Serrahima en 1954, durante el sacerdocio de Jesús Pousa. En 1998, con motivo de unas obras de reparación en el suelo de la iglesia, Yolanda Miguélez Soto, restauradora de la parroquia, realizó labores de saneamiento en el retablo así como en los bancos y armarios del templo, afectados por ataques de polillas, siendo las piezas examinadas posteriormente por personal del centro técnico de restauración de la diócesis, ente que certificó el óptimo estado de conservación.

## Descripción

### Arquitectura
Con unas medidas de 12,50 × 6 metros, el retablo, adaptado al estilo artístico del templo y dorado en su totalidad, es de corte neogótico y está plagado de filigranas de tracería ojival, hallándose compuesto por un cuerpo dividido por un total de tres calles con basamento, predela y ático. Las calles laterales, compuestas por otras dos calles cada una, se hallan separadas entre sí por largas pilastras ornamentadas con formas idénticas a ventanas en arco apuntado coronadas por un sencillo arco ojival rematado en dos agujas las cuales enmarcan un  pequeño saliente terminado en arco trilobulado sobre el que se erige una diminuta imagen angelical de bulto redondo; estas figuras, de 73 cm, muestran actitud orante y poseen una marcada verticalidad enfatizada por las alas, las cuales asoman unidas por encima de la cabeza. Destacan pequeños gabletes en las pilastras que enmarcan la calle central, bajo los cuales se halla tracería a imitación de los típicos ventanales góticos del siglo xiii, coronados a su vez con arcos ojivales rematados en la cúspide con delgados chapiteles, siendo los pilares de los extremos de las calles laterales muy similares aunque de un tamaño notablemente menor.
Respecto al basamento, este se cubre de elaborada tracería de estilo gótico y se separa del cuerpo por una elegante crestería, mientras que el ático, ubicado sobre la calle central, alberga una hornacina bajo un dosel de planta poligonal compuesto por arcos ojivales dotados con una suerte de festón y sustentados los de los extremos por dos pilares en cuyo fuste figura un ángel idéntico a los que rematan las agujas de las calles laterales, hallándose otros tres iguales adosados a los ángulos del dosel. Por su parte, el nicho se remata con un chapitel muy agudo calado con tracería y coronado por una cruz de brazos iguales. Inmediatamente debajo de la hornacina del ático figura otro dosel compuesto por un arco conopial o cóncavo convexo coronando un nicho a cuyos pies figuran relieves representativos de San Pedro y San Pablo como pilares de la Iglesia, destacando en las calles laterales un total de cuatro alto relieves coronados por simples doseles y en términos generales una decoración de tracería en la calle central y motivos ojivales y heráldicos (los escudos del papa Benedicto XV e Ilundain) en las laterales. Se conoce que en origen contaba con las cabezas aladas de 32 ángeles, perdidas a raíz de una reforma acometida en la década de 1960 con motivo del Concilio Vaticano II al igual que el púlpito, instalado en 1933 y decorado con los bustos de los cuatro evangelistas, los cuales se hallan emplazados actualmente a modo de ornamento en la puerta de acceso a la sacristía.  

### Imaginería

#### Relieves
Los relieves de la izquierda son la Muerte de Santiago y la Oración del Huerto. Ambos hacen gala de una composición eminentemente plana pese a que en el primero destaca de fondo un conjunto arquitectónico a base de columnas y un entablamento, mientras que en el segundo resalta la presencia de un árbol, ambos elementos dispuestos tan solo para fungir como marco escenográfico y carentes de profundidad, con el árbol extendiendo las ramas de forma lateral y la arquitectura convergiendo en el centro. En la Muerte de Santiago, el apóstol figura de rodillas al tiempo que un verdugo lo mantiene en dicha posición, con otro situado justo enfrente con un puñal bajo el cuello del santo. Por su parte, en el relieve de la Oración del Huerto aparece Jesús sobre un peñasco de rodillas y con la cabeza alzada en dirección a un ángel con una custodia emplazado a la derecha de la escena, con las figuras durmientes de tres apóstoles debajo.
En lo relativo a la calle de la derecha, aquí figuran los relieves de la Transfiguración de Cristo y la Batalla de Clavijo. Al igual que los anteriores, son de composición plana aunque esta vez carentes de un fondo que sirva de marco a la escena plasmada. En la Transfiguración de Cristo, Jesús es mostrado sobre nubes flanqueado por los profetas Moisés y Elías mientras tres de sus discípulos (Pedro, Santiago y Juan) contemplan el acontecimiento desde abajo. En lo tocante a la Batalla de Clavijo, el apóstol figura a lomos de un caballo de acuerdo con la iconografía de Santiago Matamoros, presentando el caballo un grado nulo de escorzo y haciendo gala este relieve y los tres restantes de juegos de entrepaños dorados y de un elevado nivel de movimiento, patente en los pliegues y el vuelo de los ropajes, como si se hubiesen visto sacudidos por una ráfaga de viento, siendo las imágenes en general de un elevado virtuosismo.  

#### Bulto redondo
Cristo del Perdón
El retablo cuenta con dos imágenes de bulto redondo. En la sección central del cuerpo se halla una imagen del Cristo del Perdón, elaborada en madera y policromada en tono mate tratando de reproducir el color de la epidermis humana. Jesús figura aún con vida aunque herido ya por Longinos como atestigua la herida del costado, estando la cabeza levemente caída hacia el lado derecho y el mentón posado sobre el pecho. Con la vista dirigida a los fieles y la corona de espinas tallada en la propia imagen sin llegar a producir ninguna herida, el rostro se encuentra libre de cualquier laceración y el mismo exhibe dulzura y misericordia, lo que reduce en gran medida el nivel de patetismo típico de los crucificados. Respecto al cuerpo, este carece de cualquier atisbo de escorzo; las piernas se tocan a la altura de las rodillas y no poseen prácticamente ningún desplazamiento lateral que perturbe la marcada verticalidad de la figura, hallándose ambos pies cruzados y fijados a la cruz por un único clavo. La anatomía queda parcialmente cubierta por un paño de pureza fuertemente ceñido y anudado sin cuerda del lado derecho.  El cuerpo, al igual que el rostro, carece de patetismo al ser muy pocas las heridas reflejadas, siendo la herida de la lanza de Longinos apenas sangrante, mientras que, por otro lado, la cruz es plana y clásica de acuerdo con los cánones de la época.
Santiago
Esta talla, de estilo barroco y 1,70 metros de alto, está realizada en madera policromada con tonalidades planas y representa al apóstol con el manto recogido en ambos brazos. En actitud caminante, está dotada de un elevado grado de naturalismo fruto del estudio del natural, con los pliegues quebrándose y formando un gran número de arrugas de gran volumen que ciñen las telas al cuerpo y remarcan la actitud andante del santo, quien es mostrado en edad madura, con cabello corto y larga barba partida en dos, teniendo la cara forma de triángulo invertido al igual que la barba, lo que hace que las facciones resulten alargadas. Poseedora de un alto grado de movimiento gracias al contrapposto originado por la flexión de la pierna derecha, la imagen es de eminente composición diagonal y cuenta con un perfil sinuoso que dota al cuerpo de gran escorzo.

## Legado
Este retablo se erige como una de las obras más importantes de Magariños en la provincia de Orense, constituyendo a su vez un ejemplo perfecto de la retablística neogótica en la capital, donde destacan otras obras, como el retablo mayor de la Iglesia de Santa Lucía, el retablo de la Sagrada Familia en la Iglesia de Santa Eufemia, y el retablo de San Francisco en la iglesia homónima. Magariños crearía con posterioridad el otro retablo con el que cuenta la Iglesia de Santiago: el retablo del Calvario, emplazado en el primer tramo de la nave de la epístola, compuesto por las imágenes del Santo Cristo (obra de los hermanos Núñez en 1933), San Juan y la Dolorosa, esta última donada por Jesusa Puga de Lois en marzo de 1926.

## Galería de imágenes

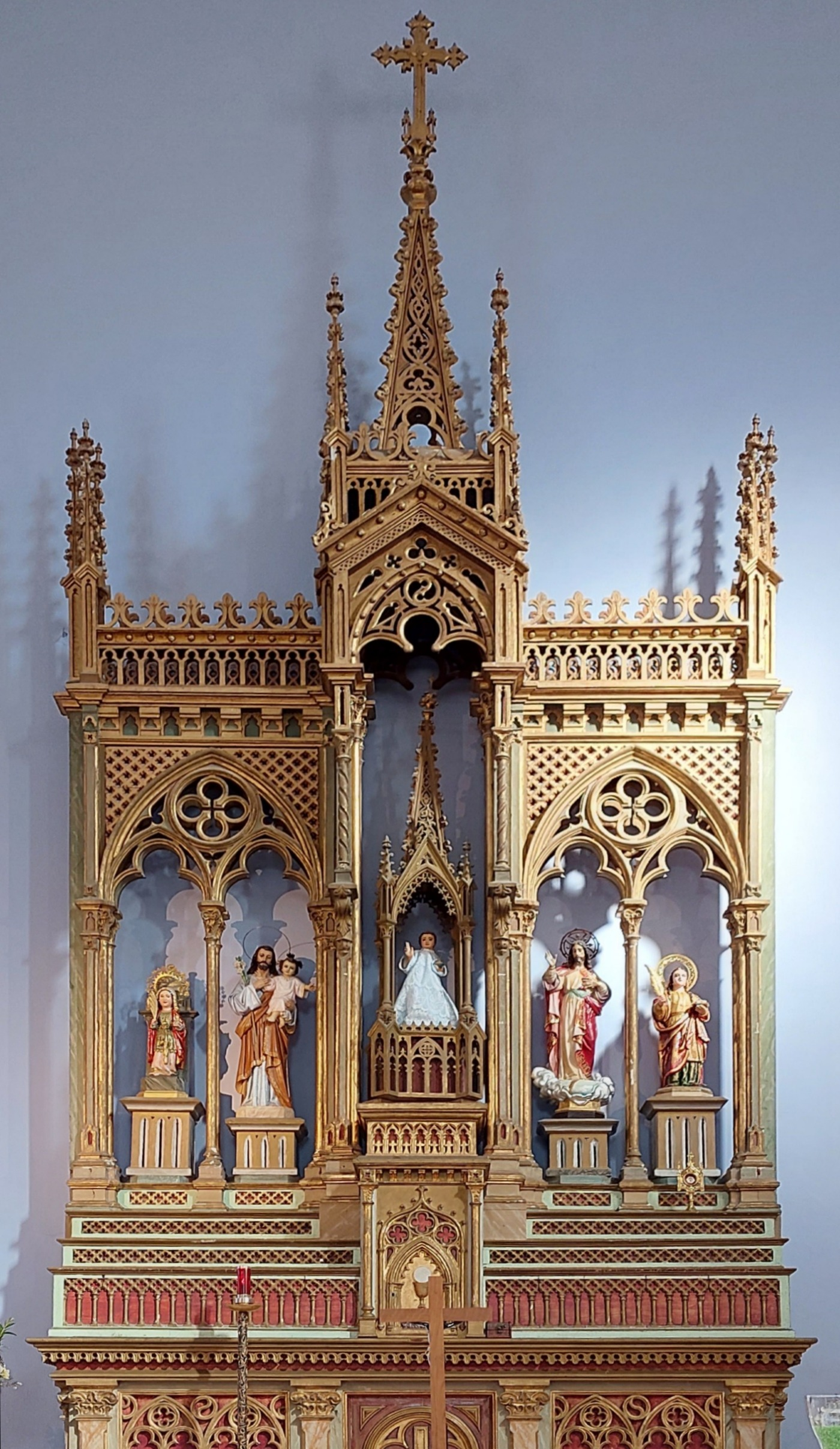
Retablo mayor de la Iglesia de Santa Lucía (anónimo, siglo xx).
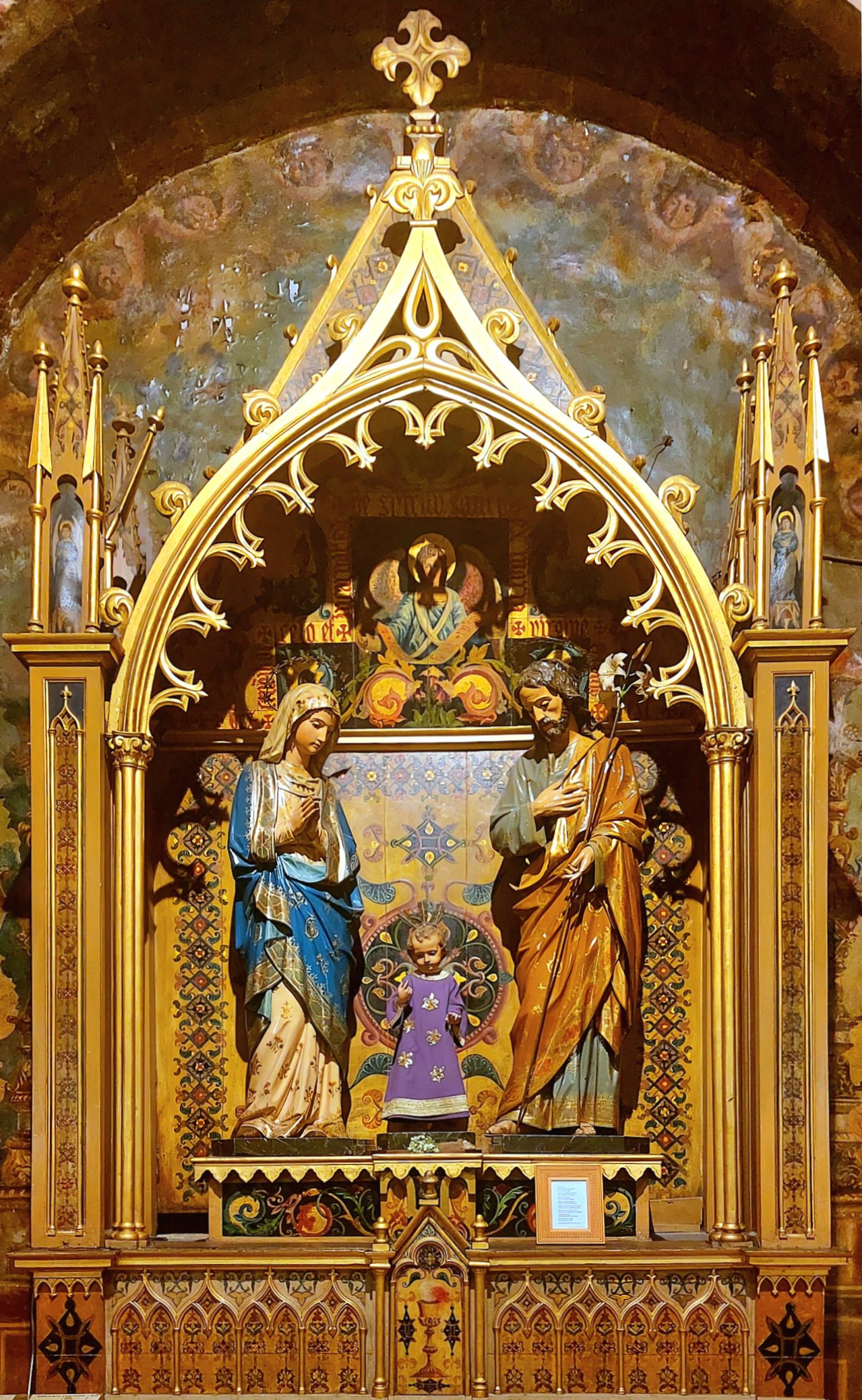
Retablo de la Sagrada Familia (anónimo, siglo xix). Iglesia de Santa Eufemia.
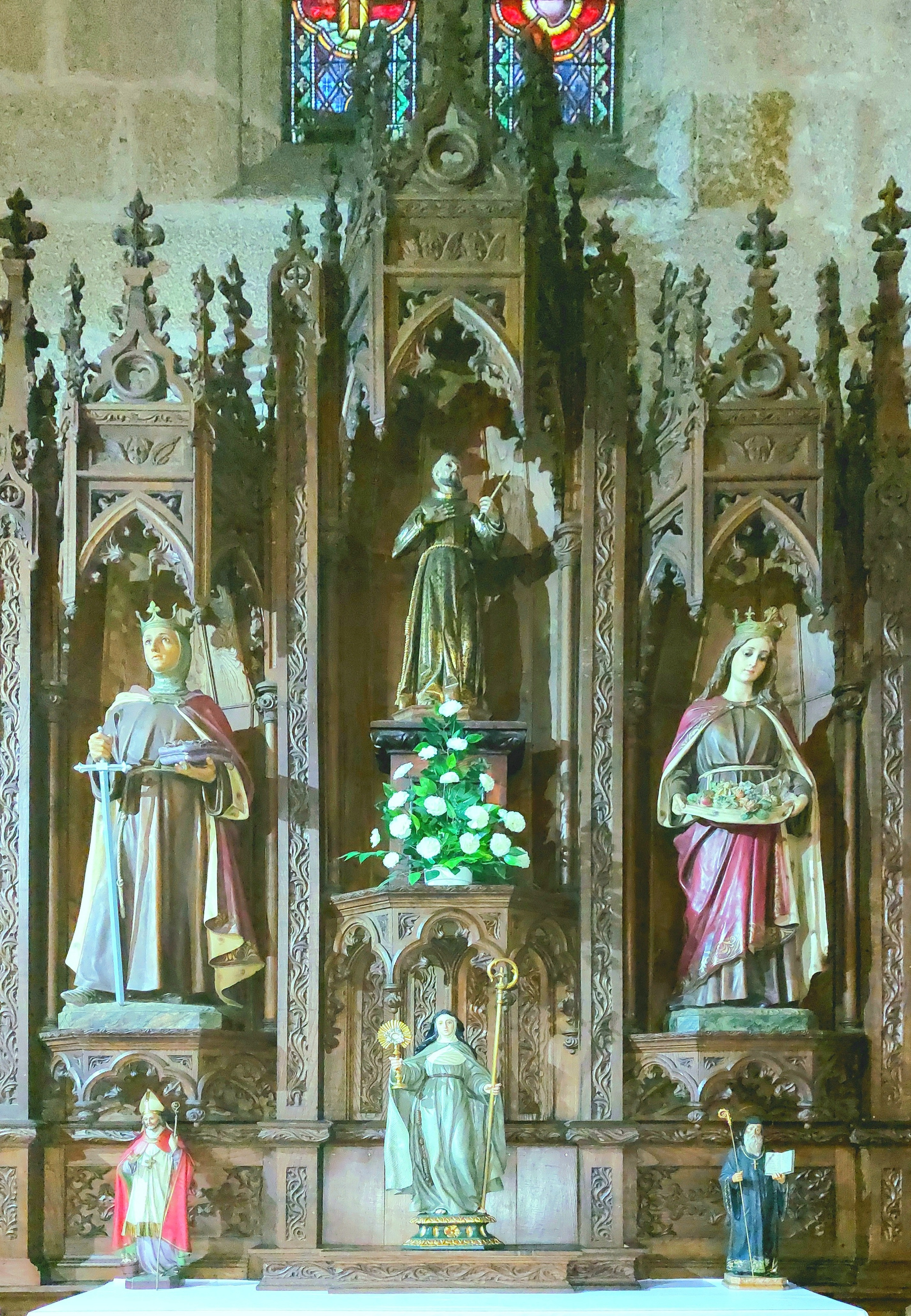
Retablo de San Francisco (anónimo, siglo xix). Iglesia de San Francisco.
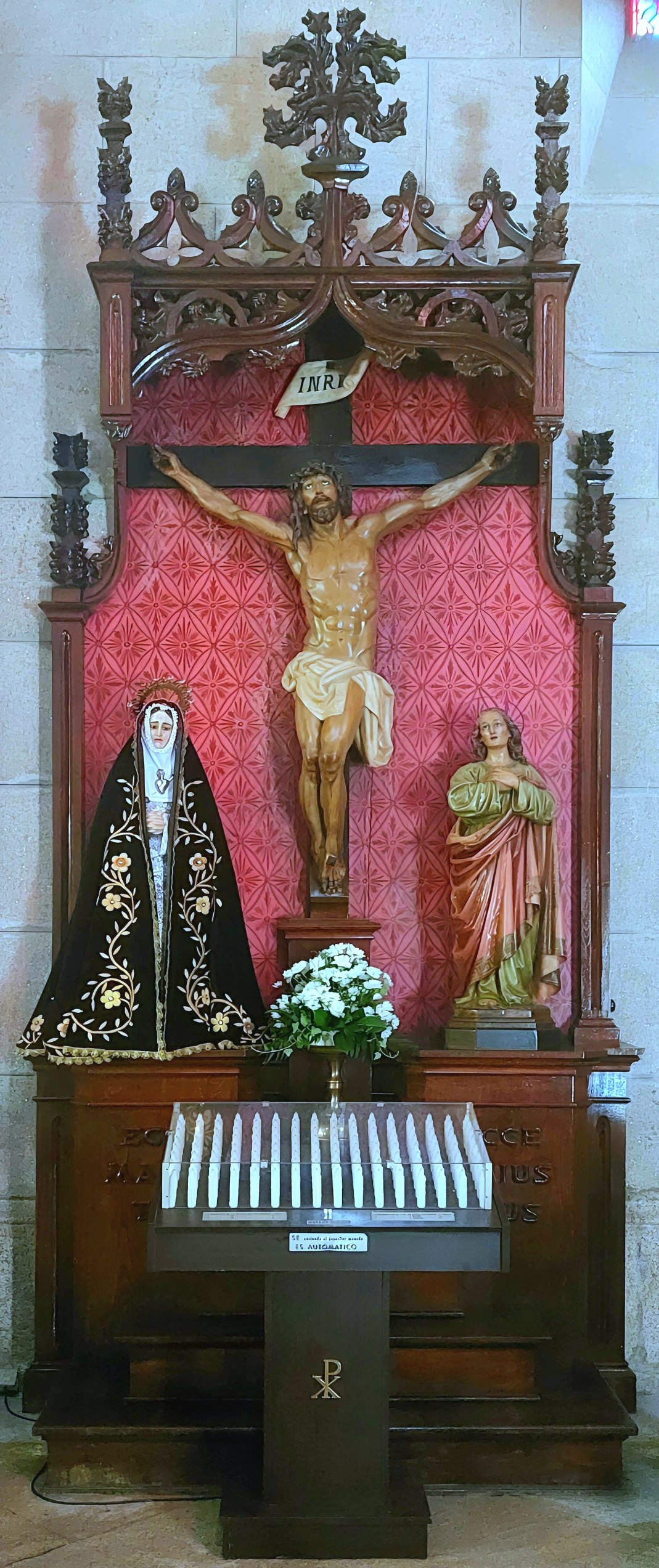
Retablo del Calvario (c. 1920-1927), por Maximino Magariños Rodríguez. Iglesia de Santiago.